# 邹溶
鄒溶（？—？），字南谷，清朝江南省（今江苏省吴县）人，康熙年间官员。

## 生平
清朝康熙二十四年（1685年）考取進士。
康熙三十年至三十六年（1691～1697）任陝西省漢中府洋縣知县。到任时，洋县因吴三桂部横征暴敛后元气未复，又遭大旱，疫病流行，物价昂贵，县人生活困苦，惶惶不保旦夕。而官制盐引（官府摊派盐商运销食盐纳税凭证）高于南郑、城固各县，“引多民少、穷商血尽”，上司又额外增销“花马池盐引”，追加盐课，民众生活困苦，怨声载道。他先后三次向漢中府知府滕天绶呈《请均盐引详府文》和《请豁加增盐课详府文》，始停止追加盐课。为减轻县人负担，他又公布《豁免药味示》，捐俸代百姓支付摊派为上司办麝香等药味和解药的税款，并豁免以前所欠金额。
他察知本县几经战乱，死亡人口多，大片农田荒芜，赋税偏重，便招抚各地流入本县难民垦荒种地，将地丁税由三年开征放宽到六年，从第七年起附县籍为民并请府衙豁免无主荒地丁银三蠲（每蠲折银二十两），还与城固县知县胡一俊榷商修葺杨填渠堰。捐出俸银百两，修复了长岭沟、丁家洞一带渠道，使马畅、谢村一带水田得以灌溉。鄒溶在尽力设法豁免赋税，注重生产的同时，非常注重教化。康熙三十一年（1692年），他见县人子弟欲学无师，便捐俸请教师，于县衙以东设立义学一所，召集民家子弟就学，常亲自出题、讲授、修改作业。此后，又捐俸重修了旧儒学明伦堂、文庙名宦祠和县城东的天宁寺桥。
鄒溶作为全县最高行政长官，尤為注重官吏的清廉。本县向有每年冬至集中全县各行各业人员到县听点伺候，不到即拿办的官例，他认为此属陋例。冬季是百姓休养生息、准备来年生产的最好季节，也是各行各业弥补全年收入不足的时候，何必往返数十里乃至数百里齐集到县伺候？遂发出《停止铺行冬至点名示》的告示，明确宣布：如有违者，被害人可赴县告发，定立拿杖毙。康熙三十二年（1693年）年，又发出《禁报轿夫禁卒示》，表明他逢公事远出，乘骑不坐轿，并捐给随员饭食，不许奸滑之徒滥报轿夫、禁卒，假公营私，诈骗县人。如有违抗可据实指名首告，决不姑息。
鄒溶认为县必有志。县志“传述一方之事，俾官斯土者得以遵法守而审张驰，民斯土者得以兴观感而知鉴戒”。他到任后搜求县志，仅得明代《洋县志·序》一篇，即思考修志。康熙三十三年（1694）闰五月，当县事基本料理就绪时，他向汉中知府全世扬呈《详明纂修县志》文，请求捐俸修志。在县丞刘馨、教谕魏之琎、训导贺爵等人的协力共事下，于是年冬月纂成《洋县志》一部，并附录了他治理洋县的体会和见解《理洋略》一文。金世扬在邹志序文中赞道：“邹君麟凤也！” 

## 黄金峡赋
鄒溶文章《黄金峡赋》，对于汉江黄金峡集文学、科学价值之描写。